# The Horns
The Horns è un singolo del disc jockey statunitense DJ Katch, pubblicato il 27 novembre 2015 su etichetta WePLAY.
Il brano ha visto la collaborazione di Greg Nice, Deborah Lee e DJ Kool.

## Videoclip
Il videoclip del brano è stato pubblicato il 17 novembre 2015.

## Tracce

### Download digitale
Testi e musiche di Christoph Bauss, John Bowman, Fridolin Walcher e Katch 22.
1. The Horns (feat. Greg Nice, Deborah Lee, Dj Kool) (Radio Remix) – 3:32
2. The Horns (feat. Greg Nice e Dj Kool) (Remix) – 3:33
3. The Horns – 3:14

## Classifiche
| Classifica (2015-2016) | Posizione massima |
| ---------------------- | ----------------- |
| Austria                | 68                |
| Germania               | 60                |
| Italia                 | 17                |